# Yangli, Shandong
Yangli (kinesiska: 羊里镇, 羊里) är en köping i Kina. Den ligger i provinsen Shandong, i den östra delen av landet, omkring 60 kilometer sydost om provinshuvudstaden Jinan. Antalet invånare är 54523. Befolkningen består av 27 230 kvinnor och 27 293 män. Barn under 15 år utgör 15,0 %, vuxna 15-64 år 71 %, och äldre över 65 år 12,0 %.
Genomsnittlig årsnederbörd är 840 millimeter. Den regnigaste månaden är juli, med i genomsnitt 284 mm nederbörd, och den torraste är januari, med 7 mm nederbörd.